# عبد السلام النابلسي
عبد السلام النابلسي (23 أغسطس 1899 - 5 يوليو 1968) ممثل فلسطيني الأصل. ولد في 23 أغسطس عام 1899 في مدينة طرابلس بلبنان. لقب في الأوساط الفني بلقب (الكونت). وانتقل في الـ20 من عمره للقاهرة، عمل في الصحافة قبل أن يتجه للإخراج والتمثيل، وشارك نجوم كبار مثل إسماعيل يس، وعبد الحليم حافظ، محمد فوزي وفريد الأطرش. عاد إلى لبنان عام 1962، وأدار شركة الفنون المتحدة للأفلام. تزوج عن عمر يناهز الـ 60 عام، وأفلس في آخر حياته جراء إفلاس بنك (أنترا) بمدينة بيروت. كان يعاني من مرض القلب وأخفى ذلك عن محيطه كي يحافظ على مسيرته الفنية. وتوفي في 5 يوليو 1968 جراء أزمة قلبية حادة.

## عن حياته
كان جده قاضي نابلس الأول وكذلك والده، ونشأ في وسط عائلة متدينة، وعندما بلغ عبد السلام العشرين من عمره أرسله والده إلى القاهرة ليلتحق في الأزهر الشريف، فحفظ القرآن الكريم وبرع في اللغة العربية، هذا إضافة إلى إتقانه للفرنسية التي تعلمها في بيروت، في عام 1925 عمل النابلسي بالصحافة الفنية والأدبية في أكثر من مجلة ومنها مجلة مصر الجديدة واللطائف المصورة والصباح.

## عمله الفني

### في مصر
جاءت الفرصة الأولى للنابلسي في السينما المصرية على يد السيدة آسيا في فيلم «غادة الصحراء» من إخراج وداد عرفي في عام 1929. وإن كان فيلم «وخز الضمير» في عام 1931 للمخرج إبراهيم لاما هو الذي فتح له أبواب السينما في الثلاثينيات في تلك الفترة بعدد من رموز الفن في ذلك الوقت منهم الأخوان لاما وتوجو مزراحي ويوسف وهبي وآسيا وأحمد جلال. ولم يكتف بالتمثيل فقط وإنما عمل كمساعد مخرج في العديد منها وخاصة أفلام يوسف وهبي ولكنه في عام 1947 اضطر للتفرغ التام للتمثيل بعد فيلم «القناع الأحمر» وخاصة بعد ازدياد الطلب عليه بعد انتشار موجة أفلام الكوميديا ذلك الوقت. وقد كانت بدايات النابلسي في أدوار الشاب المستهتر ابن الذوات ولم يكن مضحكا في أفلام عديدة منها «العزيمة» لكمال سليم 1939 و«ليلى بنت الريف» لتوجو مزراحي 1941 و«الطريق المستقيم» لنفس المخرج 1943 وغيرها.
لعب البطولة في فيلم حلاق السيدات
أما آخر أفلامه مع فريد الأطرش في مصر فكان في العام 1957 و«إنت حبيبي» كما شارك فاتن حمامة وعمر الشريف في فيلم «أرض السلام» للمخرج كمال الشيخ في العام 1957 وقام فيه بتجسيد دور شديد الإنسانية حيث لعب شخصية رجل فلسطيني يعيش مع عشيرته تحت الاحتلال الإسرائيلي ويبدو طوال الفيلم متخاذلا وجبانا لكن النهاية تكشف أنه أول من ضحى بحياته أثناء مساعدة الفدائي المصري في عملية خلف خطوط العدو.
كما تقاسم عبد السلام النابلسي بطولة العديد من الأفلام مع الفنان إسماعيل ياسين، مع نهاية عام 1962 كان من المفترض أن يشارك عبد الحليم حافظ في فيلم «معبودة الجماهير» وهو الدور الذي قام به الفنان فؤاد المهندس.

### في لبنان
رحل إلى لبنان بعدما تفاقمت مشاكله مع الضرائب والتي بلغت 13 ألف جنيه في حينها ولم تفلح محاولاته والتي بدأها في عام 1961 لتخفيضها إلى 9 آلاف وأخذ يرسل لمصلحة الضرائب حوالة شهرية بمبلغ 20 جنيهاً فقط الأمر الذي يعني أن تسديد المبلغ المستحق عليه سيستغرق 37 عاماً، وهو ما اعتبرته مصلحة الضرائب دليلاً على عدم جديته في السداد فقررت بعد ثلاث سنوات من رحيله أي في عام 1965 الحجر على أثاث شقته المستأجرة في الزمالك والتي لم تكن بقيمة المبلغ المطلوب. وظلت القضية معلقة حتى وفاته في عام 1968 رغم تدخل العديد من رموز الفن في مصر وعلى رأسهم كوكب الشرق أم كلثوم.
وفي بيروت عاش النابلسي ملكاً وأصبح عام 1963 مديراً للشركة المتحدة للأفلام وساهم في زيادة عدد الأفلام المنتجة كل عام في لبنان ومثل في أفلام «فاتنة الجماهير» و«باريس والحب» و«أفراح الشباب» و«بدوية في باريس» و«أهلاً بالحب» وأهمها مع الفنانة صباح والتي كان شاركها من قبل في أفلام «شارع الحب» و«الرباط المقدس» و«حبيب حياتي» حقق النابلسي رغبته القديمة في الاستقرار الأسري بعد أن ظل متمتعاً بلقب أشهر عازب في الوسط الفني وحتى وصل إلى الستين من عمره وذلك عندما تزوج من إحدى معجباته (جورجيت سبات) وقام بإتمام إجراءات الزواج بفيلا صديقه فيلمون وهبي دون علم أسرة الفتاة والتي دخلت معه في صراع مرير أرغمته خلاله على تطليقها قبل أن تحكم المحكمة بصحة الزواج ويتم الصلح بينهم.

## ثنائيات
على الرغم من مشاركته عدداً كبيرا من النجوم في أفلامهم، لكن شارك بشكل أكثر كثافة مع بعض النجوم.

### مع إسماعيل ياسين

بعد أن ساند النابلسي إسماعيل ياسين في كثير من أفلامه، قام الأخير بمساندته في أول بطولة له في فيلم حلاق السيدات عام 1960.

التقى عبد السلام النابلسي مع إسماعيل ياسين في 36 فيلماً بين عامي 1946 و1967 (رغم أنهما في بعض الأفلام لم يلتقيا في نفس المشهد)، وكانا في البداية يؤديان أدواراً مساعدة لنجوم الصف الأول مثل فريد الأطرش، ومحمد فوزي، وكمال الشناوي. ثم عمل النابلسي ممثلاً مساعداً في الأفلام التي قام ببطولتها إسماعيل ياسين، وقام إسماعيل ياسين في المقابل بتأدية دورٍ مساعدٍ في أول بطولةٍ مطلقةٍ للنابلسي في فيلم حلاق السيدات عام 1960. وبذلك فإن إسماعيل ياسين هو على الأغلب أكثر من مثل مع النابلسي. والأفلام التي مثلها النجمان هي:
حرم الباشا (1946)، عروسة البحر (1947)، يحيا الفن، حب وجنون (1948)، فاطمة وماريكا وراشيل، عفريتة هانم، أحبك إنت (1949)، آخر كدبة (1950)، نهاية قصة، في الهوا سوا، تعال سلّم، بلد المحبوب (1951)، من أين لك هذا؟، بيت النتاش، بشرة خير، المنتصر (1952)، لحن حبي، عفريت عم عبده، حظك هذا الأسبوع، الحموات الفاتنات، ابن ذوات (1953)، دستة مناديل، حلاق بغداد، إلحقوني بالمأذون (1954)، إسماعيل يس في الجيش (1955)، الكمساريات الفاتنات (1957)، إسماعيل يس طرزان، إسماعيل يس بوليس حربي (1958)، عريس مراتي، حسن وماريكا، العتبة الخضراء، إسماعيل يس بوليس سري (1959)، حلاق السيدات، الفانوس السحري (1960)، الفرسان الثلاثة (1962)، كرم الهوى (1967).

### مع فريد الأطرش

عبد السلام النابلسي هو أكثر من مثّل مع فريد الأطرش، ومع عبد الحليم حافظ.

التقى عبد السلام النابلسي مع فريد الأطرش في 16 فيلماً، بداية من فيلم انتصار الشباب عام 1941 (أول أفلام فريد) إلى فيلم الحب الكبير عام 1969 (آخر أفلام النابلسي عرضاً)، وبذلك فإن النابلسي هو أكثر من مثل مع فريد الأطرش. والأفلام التي مثلّها النجمان معاً هي:
انتصار الشباب (1941) • جمال ودلال (1945) • شهر العسل (1945) • ما أقدرش (1946) • أحبك أنت (1949) • عفريتة هانم (1949) • آخر كدبة (1950) • تعال سلم (1951) • ما تقولش لحد (1952) • عايزة أتجوز (1952) • لحن حبي (1953) • رسالة غرام (1954) • عهد الهوى (1955) • إزاي أنساك (1956) • ودعت حبك (1956) • أنت حبيبي (1957) • الحب الكبير (1968).

### مع عبد الحليم حافظ
التقى عبد السلام النابلسي مع عبد الحليم حافظ في خمسة أفلام، وهو بذلك أكثر من مثل مع عبد الحليم. والأفلام التي مثّلاها معاً هي:
ليالي الحب (1955)، فتى أحلامي (1957)، شارع الحب (1958)، حكاية حب (1959)، يوم من عمري (1961).

## وفاته
أما فيما يتعلق بوفاته فقد تلاحقت الأحداث سريعاً في الأشهر الأخيرة خاصة بعد أن أعلن بنك انترا في بيروت إفلاسه، الذي كان معناه إفلاس النابلسي هو الآخر لأنه كان يضع كل أمواله في هذا البنك. زادت شكواه من آلام المعدة حتى أن الفنانة صباح والتي كانت رفيقته إلى تونس لتصوير فيلم «رحلة السعادة» قالت إنها كانت تسمع تأوهات ألمه من الغرفة المجاورة بالفندق، رغم أنه كان حريصًا على أن يفتح صنابير المياه حتى لا يعلو صوت توجعاته. كما أنه كان يشعر بدنو أجله لدرجة أنه كان يترك مفتاح غرفته من الخارج، وبعد عودته أخذت حالته تزداد سوءا إلى أن امتنع عن الطعام تماما قبل أيام من رحيله حتى كانت ليلة 5 يوليو 1968 حيث لفظ أنفاسه قبل وصوله إلى المستشفى، ولم تجد زوجته مصاريف الجنازة فتولى صديقه الفنان فريد الأطرش عن طريق شقيقه فؤاد والذي كان يحاول أن يخفي الخبر عن فريد، لكنه علم به من الصحف وانهار مريضا حزنا على وفاة صديق العمر.
بعد وفاته بأيام قليلة أعلنت الفنانة زمردة وكانت صديقة له سرا يتعلق بحقيقة مرضه، حيث أكدت أنه لم يكن يعاني من مرض بالمعدة كما أشاع ولكنه كان مريضا بالقلب منذ عشر سنوات. وأنه تعمد إخفاء ذلك حتى عن أقرب الناس إليه حتى لايتهرب منه المخرجون والمنتجون ويبعدوه عن أفلامهم، وأنها عرفت ذلك بالصدفة وذلك عندما أرسل معها بعض التقارير الطبية إلى الطبيب العالمي د. جيبسون والذي كان يشرف على علاج فريد الأطرش، وهو الذي أخبرها بحقيقة مرض عبد السلام النابلسي دون أن يدري أن النابلسي يخفي ذلك وعقب عودتها صارحته بما عرفت فبكى أمامها واستحلفها أن تحفظ هذا السر وهو مافعلته حتى وفاته في 5 يوليو 1968 التي حدثت على إثر أزمة قلبية حادة.

## أعماله

### الأفلام
| السنة | الفيلم |
| ----- | --- |
| 1929  | غادة الصحراء |
| 1931  | وخز الضمير |
| 1932  | الضحايا |
| 1934  | عيون ساحرة |
| 1936  | الهارب |
| 1937  | وراء الستار |
| 1938  | نفوس حائرة |
| 1939  | ليالي القاهرة - بياعة التفاح - العودة إلى الريف - العزيمة |
| 1940  | الورشة |
| 1941  | ليلى بنت الريف - انتصار الشباب |
| 1942  | ليلى |
| 1944  | ليلى في الظلام - برلنتي |
| 1945  | شهر العسل - جمال ودلال - الفنان العظيم - الجنس اللطيف |
| 1946  | ما أقدرش - حرم الباشا |
| 1947  | عروسة البحر - شادية الوادي - حمامة السلام - القناع الأحمر - البدوية الحسناء                                                                                                 |
| 1948  | يحيا الفن - عدل السماء - حب وجنون - المليونيرة الصغيرة |
| 1949  | فاطمة وماريكا وراشيل - عفريتة هانم - السجينة رقم 17 - أحبك أنت |
| 1950  | غرام راقصة - بنت باريز - بابا عريس - آخر كدبة |
| 1951  | نهاية قصة - في الهوا سوا - فرجت - فتاة السيرك - تعال سلم - بلد المحبوب - القافلة تسير                                                                                       |
| 1952  | من أين لك هذا - ما تقولش لحد - عايزة أتجوز - شم النسيم - سلوا قلبي - جنة ونار - بيت النتاش - بشرة خير - المنتصر                                                             |
| 1953  | لحن حبي - عفريت عم عبده - حظك هذا الأسبوع - أنا وحبيبي - الشك القاتل - السيد البدوي - الحموات الفاتنات - الحرمان - ابن ذوات                                                 |
| 1954  | لمين هواك - رسالة غرام - دلوني يا ناس - دستة مناديل - حلاق بغداد - تحيا الرجالة - تاكسي الغرام - بنت الجيران - أمريكاني من طنطا - المحتال - إلحقوني بالمأذون - الأرض الطيبة |
| 1955  | نهارك سعيد - مدرسة البنات - ليالي الحب - عهد الهوى - تار بايت - بحر الغرام - الحبيب المجهول - إسماعيل يس في الجيش                                                           |
| 1956  | ودعت حبك - معجزة السماء - شياطين الجو - ربيع الحب - حب وإنسانية - أول غرام - القلب له أحكام - الأرملة الطروب - إزاي أنساك                                                   |
| 1957  | نهاية حب - فتى أحلامي - غرام المليونير - علموني الحب - أنت حبيبي - الكمساريات الفاتنات - أرض السلام                                                                         |
| 1958  | شارع الحب - حبيب حياتي - إسماعيل يس طرزان - إسماعيل يس بوليس حربي |
| 1959  | عريس مراتي - حكاية حب - حسن وماريكا - العتبة الخضراء - إسماعيل يس بوليس سري - أحلام البنات - احترسي من الحب                                                                 |
| 1960  | شجرة العائلة - حلاق السيدات - بين السما والأرض - بنات بحري - الفانوس السحري - الغجرية - العاشقة - الرباط المقدس - ثلاثة رجال وامرأة                                         |
| 1961  | يوم من عمري - عاشور قلب الأسد - الفرسان الثلاثة - السبع بنات |
| 1962  | مرحبا أيها الحب - قاضي الغرام - حلوة وكدابة |
| 1963  | يا سلام عالحب |
| 1964  | فاتنة الجماهير - بدوية في باريس - إنت عمري - أفراح الشباب |
| 1965  | ولدت من جديد - حبيبة الكل - بدوية في روما - بأمر الحب |
| 1966  | وداعا يا فقر - رحلة السعادة - الرهينة - الدلوعة |
| 1967  | لهيب الجسد - كرم الهوى |
| 1968  | أهلا بالحب - الحب الكبير |

## وصلات خارجية
- عبد السلام النابلسي على موقع IMDb (الإنجليزية)
- عبد السلام النابلسي على موقع قاعدة بيانات الأفلام العربية
- عبد السلام النابلسي على موقع قاعدة بيانات الفيلم (الإنجليزية)
- حوار تليفزيوني مع عبد السلام النابلسي على يوتيوب